# Puthukkadai
Puthukkadai es una ciudad y nagar Panchayat situada en el distrito de Kanyakumari en el estado de Tamil Nadu (India). Su población es de 9909 habitantes (2011). Se encuentra a 37 km de Thiruvananthapuram y a 84 km de Tirunelveli. 

## Demografía
Según el censo de 2011 la población de Puthukkadai era de 9909 habitantes, de los cuales 4862 eran hombres y 5047 eran mujeres. Puthukkadai tiene una tasa media de alfabetización del 91,12%, superior a la media estatal del 80,09%: la alfabetización masculina es del 93,09 %, y la alfabetización femenina del 89,17%.